# تخمراهه
تخمراهه، تخمراه، مجرای عبور تخم یا مجرای تخمدان (به انگلیسی: Oviduct) در پستانداران، گذرگاه تخمدانی است. در زنان انسان این معمولاً به عنوان لوله فالوپ یا لوله رحم شناخته می‌شود. تخم‌ها در امتداد مجرای تخم حرکت می‌کنند. این تخمک‌ها یا توسط اسپرم بارور می‌شوند تا به زیگوت تبدیل شوند یا در بدن تحلیل می‌روند. به‌طور معمول، اینها ساختارهای جفتی هستند، اما در پرندگان و برخی از ماهیان غضروفی، یک طرف یا طرف دیگر رشد نمی‌کند (همراه با تخمدان مربوطه)، و تنها یک لوله تخمدان با کارکرد فعال را می‌توان یافت.
به جز در پیوسته‌استخوانان، مجرای تخم مستقیماً با تخمدان در تماس نیست. به جای آن، بخش جلویی به ساختار قیف‌مانندی به نام infundibulum ختم می‌شود که تخمک‌ها را هنگام رها شدن توسط تخمدان به داخل حفره بدن جمع‌آوری می‌کند.
تنها مهره‌داران ماده‌ای که بدون مجرای تخم هستند، ماهیان بی‌آرواره هستند. در این گونه‌ها، تخمدان منفرد ذوب‌شده تخم‌ها را مستقیماً در حفره بدن آزاد می‌کند. ماهی در نهایت تخم‌ها را از طریق یک سوراخ کوچک تناسلی به سوی عقب بدن بیرون می‌دهد.